# دیوید کاوفمان (هنرپیشه)
دیوید کاوفمان (انگلیسی: David Kaufman؛ زادهٔ ۲۳ ژوئیهٔ ۱۹۶۱) یک هنرپیشهو دوبلر صدای اهل ایالات متحده آمریکا است. وی از سال ۱۹۸۲ میلادی تاکنون مشغول فعالیت بوده‌است.